# 九州農政局佐賀県拠点
九州農政局佐賀県拠点（きゅうしゅうのうせいきょくさがけんきょてん）は、農林水産省の地方支分部局である九州農政局（熊本市西区春日）の出先機関。

## 主たる業務
佐賀県内における農業者の経営安定に関する業務全般を担当する。
2015年10月に行われた農水省の組織見直しにより、「九州農政局佐賀農政事務所」→「九州農政局佐賀地域センター」から「九州農政局佐賀県拠点」に改められ、消費者に関する分野は九州農政局本局に業務統合された。

## 組織
- 佐賀県拠点（佐賀市栄町3番51号）

## 管内事務所・事業所
- 筑後川下流農業水利事務所佐賀支所（佐賀市大財）2019年3月31日閉鎖。
- 北部九州土地改良調査管理事務所嘉瀬川上流支所（佐賀市大財）
- 筑後川下流右岸農地防災事業所（神埼市千代田町）